# رحیم‌آباد (همدان)
رحیم‌آباد (همدان)، روستایی از توابع بخش مرکزی شهرستان همدان در استان همدان ایران است.
رحیم آباد متشکل از طایفه های نظیر عزیزی،زهره وند بود که قبل از انقلاب اسلامی به شهر مهاجرت نمودند.
در تاریخ این روستا جنگی داخل محلی رخ میدهد که ۵ کشته و چندین زخمی بجا میگذارد.
پس از این جنگ محلی این روستا خالی از سکنه و توسط طرفین به آتش کشیده میشود.

## جمعیت
این روستا در دهستان گنبد قرار دارد و براساس سرشماری مرکز آمار ایران در سال ۱۳۹۵، جمعیت آن ۲۲ نفر (۹خانوار) بوده‌است.